# Zhangixalus moltrechti
Zhangixalus moltrechti là một loài ếch trong họ Rhacophoridae. Chúng là loài đặc hữu của Đài Loan.
Các môi trường sống tự nhiên của chúng là các khu rừng ẩm ướt đất thấp nhiệt đới hoặc cận nhiệt đới, các khu rừng vùng núi ẩm nhiệt đới hoặc cận nhiệt đới, sông, sông có nước theo mùa, đầm nước ngọt, đầm nước ngọt có nước theo mùa, đất canh tác, các đồn điền, ao, và kênh đào và mương rãnh.